# Ромашов Борис Сергійович
Борис Сергійович Ромашов (рос. Бори́с Серге́евич Ромашо́в; нар.30 червня 1895, Санкт-Петербург, Російська імперія — пом.6 травня 1958, Москва, Російська РФСР) — російський драматург. Заслужений діяч мистецтв Росії (1949). Лауреат Державної премії СРСР (1948).

## Біографія
В 1896—1916 рр. жив у Києві.
Друкувався з 1924 р. Виступав також як критик, зокрема з питань української драматургії (див.: "Драматург і театр. М., 1953).
За його однойменною п'єсою на Київській кіностудії знято фільм-спектакль «Вогненний міст» (1959).
Був членом Спілки письменників Росії.